# Kanaš
Kanaš (čuvašsky i rusky Кана́ш) je město v Čuvašsku v Ruské federaci. Žije zde přibližně 44 tisíc obyvatel.

## Poloha
Kanaš leží na severním okraji Povolžské vysočiny ve vzdálenosti sedmdesát kilometrů jižně od Čeboksar, hlavního města republiky. Od Moskvy je vzdálena zhruba osm set kilometrů východně. Nejbližší město je Civilsk přibližně 38 kilometrů severně.

## Dějiny
Kanaš vznikl v roce 1891 jako staniční sídlo s jménem Šichrany (Шихраны) na budované železniční trati z Moskvy přes Saransk do Kazaně, která byla uvedena do provozu v roce 1893.
Na Kanaš bylo sídlo přejmenováno v roce 1920, čuvašským slovem kanaš znamenajícím zhruba radu byl do čuvaštiny překládán sovět.
Městem se stal Kanaš v roce 1925, kdy už měl přes dva tisíce obyvatel.

## Rodáci
- Vjačeslav Fjodorovič Muchanov (* 1956), astrofyzik